# 44e cérémonie des Oscars
La 44e cérémonie de remise des prix des Oscars du cinéma, récompensant les films sortis en 1971, a eu lieu le lundi 10 avril 1972 à 19h au Dorothy Chandler Pavilion à Los Angeles (Californie).

## Cérémonie
La cérémonie fut retransmise sur la NBC.
- Maîtres de cérémonie: Helen Hayes, Alan King, Sammy Davis Jr et Jack Lemmon
- Producteur : Howard W. Koch
- Metteur en scène : Marty Pasetta
- Dialoguistes : Leonard Spigelgass, William Ludwig et Hal Kanter
- Directeur musical : Henry Mancini

## Palmarès
Les lauréats sont indiqués ci-dessous en premier de chaque catégorie et en gras.

### Meilleur film
- French Connection (The French Connection) - Philip D'Antoni, producteur
  - La Dernière Séance (The Last Picture Show) - Stephen J. Friedman (en), producteur
  - Nicolas et Alexandra (Nicholas and Alexandra) - Sam Spiegel, producteur
  - Orange mécanique (A Clockwork Orange) - Stanley Kubrick, producteur
  - Un violon sur le toit (Fiddler on the Roof) - Norman Jewison, producteur

### Meilleur réalisateur
- William Friedkin pour French Connection
  - Peter Bogdanovich pour La Dernière Séance
  - Norman Jewison pour Un violon sur le toit
  - Stanley Kubrick pour Orange mécanique
  - John Schlesinger pour Un dimanche comme les autres (Sunday, Bloody Sunday) (Grande-Bretagne)

### Meilleur acteur
- Gene Hackman pour le rôle de Jimmy Doyle dans French Connection
  - Peter Finch pour le rôle du docteur Daniel Hirsh dans Un dimanche comme les autres
  - Walter Matthau pour le rôle de Joseph P. Kotcher dans Kotch de Jack Lemmon
  - George C. Scott pour le rôle du docteur Bock dans L'Hôpital (The Hospital) d'Arthur Hiller
  - Topol pour le rôle de Tevye dans Un violon sur le toit

### Meilleure actrice
- Jane Fonda pour le rôle de Bree Daniels dans Klute d'Alan J. Pakula
  - Julie Christie pour le rôle de Constance Miller dans John McCabe (McCabe and Mrs. Miller) de Robert Altman
  - Glenda Jackson pour le rôle de Alex Greville dans Un dimanche comme les autres
  - Vanessa Redgrave pour le rôle de Marie Stuart dans Marie Stuart, Reine d'Écosse (Mary, Queen of Scots) de Charles Jarrott (Grande-Bretagne)
  - Janet Suzman pour le rôle de Alexandra Romanov dans Nicolas et Alexandra

### Meilleur acteur dans un second rôle
- Ben Johnson pour le rôle de Sam the Lion dans La Dernière Séance
  - Jeff Bridges pour le rôle de Duane Jackson dans La Dernière Séance
  - Leonard Frey pour le rôle de Motel Kamzoil dans Un violon sur le toit
  - Richard Jaeckel pour le rôle de Joe Ben Stamper dans Le Clan des irréductibles (Sometimes a Great Notion) de Paul Newman
  - Roy Scheider pour le rôle du détective Buddy Russo dans French Connection

### Meilleure actrice dans un second rôle
- Cloris Leachman pour le rôle de Ruth Popper dans La Dernière Séance
  - Ann-Margret pour le rôle de Bobbie dans Ce plaisir qu'on dit charnel (Carnal Knowledge) de Mike Nichols
  - Ellen Burstyn pour le rôle de Lois Farrow dans La Dernière Séance
  - Barbara Harris pour le rôle de Allison Densmore dans Qui est Harry Kellerman ? (Who is Harry Keller And Why Is He Saying Those Terrible Things About Me ?) d'Ulu Grosbard
  - Margaret Leighton pour le rôle de Madame Maudsley dans Le Messager (The Go-Between) de Joseph Losey (Grande-Bretagne)

### Meilleur scénario original
- Paddy Chayefsky pour L'Hôpital
  - Elio Petri et Ugo Pirro pour Enquête sur un citoyen au-dessus de tout soupçon (Indagine su un Cittadino al di Sopra di ogni Sospetto) d'Elio Petri (Italie)
  - Andy Lewis et Dave Lewis pour Klute
  - Herman Raucher pour Un été 42 (Summer of '42) de Robert Mulligan
  - Penelope Gilliatt pour Un dimanche comme les autres

### Meilleure adaptation
- Ernest Tidyman pour French Connection
  - Stanley Kubrick pour Orange mécanique
  - Bernardo Bertolucci pour Le Conformiste (Il Conformista) de Bernardo Bertolucci (Italie)
  - Ugo Pirro et Vittori Bonicelli pour Le Jardin des Finzi-Contini (Il Giardino dei Finzi-Contini) de Vittorio De Sica (Italie)
  - Larry McMurtry et Peter Bogdanovich pour La Dernière Séance

### Meilleure direction artistique
- John Box, Ernest Archer, Jack Maxsted, Gil Parrondo et Vernon Dixon pour Nicolas et Alexandra
  - Boris Leven, William H. Tuntke et Ruby R. Levitt pour Le Mystère Andromède (The Andromeda Strain) de Robert Wise
  - John B. Mansbridge, Peter Ellenshaw, Emile Kuri et Hal Gausman pour L'Apprentie sorcière (Bedknobs and Broomsticks) de Robert Stevenson
  - Robert F. Boyle, Michael Stringer (en) et Peter Lamont pour Un violon sur le toit
  - Terence Marsh, Robert Cartwright (en) et Peter Howitt pour Marie Stuart, Reine d'Écosse

### Meilleurs costumes
- Yvonne Blake et Antonio Castillo pour Nicolas et Alexandra
  - Bill Thomas pour L'Apprentie sorcière
  - Margaret Furse pour Marie Stuart, Reine d'Écosse
  - Piero Tosi pour Mort à Venise (Morte a Venezia) de Luchino Visconti
  - Morton Haack (en) pour What's the Matter with Helen? de Curtis Harrington

### Meilleure photographie
- Oswald Morris pour Un violon sur le toit
  - Owen Roizman pour French Connection
  - Robert Surtees pour La Dernière Séance
  - Freddie Young pour Nicolas et Alexandra
  - Robert Surtees pour Un été 42

### Meilleur montage
- Gerald B. Greenberg pour French Connection
  - Stuart Gilmore et John W. Holmes (en) pour Le Mystère Andromède
  - Bill Butler (en) pour Orange mécanique
  - Ralph E. Winters pour Kotch
  - Folmar Blangsted pour Un été 42

### Meilleur son
- Gordon McCallum et David Hildyard pour Un violon sur le toit 
  - Gordon K. McCallum, John W. Mitchell (en) et Al Overton (en) pour Les diamants sont éternels (Diamonds Are Forever) de Guy Hamilton
  - Theodore Soderberg (en) et Christopher Newman pour French Connection
  - Richard Portman et Jack Solomon pour Kotch
  - Bob Jones et John Aldred (en) pour Marie Stuart, Reine d'Écosse

### Meilleure musique de film
Meilleure partition originale
- Michel Legrand pour Un été 42
  - John Barry pour Marie Stuart, Reine d'Écosse
  - Richard Rodney Bennett pour Nicolas et Alexandra
  - Isaac Hayes pour Les Nuits rouges de Harlem (Shaft) de Gordon Parks
  - Jerry Fielding pour Les Chiens de paille (Straw Dogs) de Sam Peckinpah

Meilleure partition de chansons et adaptation musicale
- John Williams pour Un violon sur le toit
  - Richard M. Sherman, Robert B. Sherman et Irwin Kostal pour L'Apprentie sorcière
  - Peter Maxwell Davies et Peter Greenwell (en) pour The Boy Friend de Ken Russell
  - Dimitri Tiomkin pour Tchaïkovski
  - Leslie Bricusse, Anthony Newley et Walter Scharf pour Charlie et la Chocolaterie (Willy Wonka and the Chocolate Factory) de Mel Stuart

### Meilleure chanson
- Isaac Hayes pour le thème principal de Les Nuits rouges de Harlem
  - Richard M. Sherman et Robert B. Sherman pour The Age of Not Believing dans L'Apprentie sorcière
  - Barry De Vorzon et Perry Botkin Jr. pour Bless the Beasts and the Children dans Bless the Beasts and Children de Stanley Kramer
  - Marvin Hamlisch (musique) et Johnny Mercer (paroles) pour Life Is What You Make It dans Kotch
  - Henry Mancini (musique), Alan Bergman (paroles) et Marilyn Bergman pour All His Children dans Le Clan des irréductibles

### Meilleur film étranger
- Le Jardin des Finzi-Contini (Il Giardino dei Finzi-Contini) de Vittorio De Sica •  Italie
  - Tchaïkovski (Чайқоьский) d'Igor Talankine •  Union soviétique
  - Dodes'kaden (どですかでん) d'Akira Kurosawa •  Japon
  - Le Policier Azoulay (Ha-Shoter Azulai) d'Ephraim Kishon •  Israël
  - Les Émigrants (Utvandrarna) de Jan Troell •  Suède

### Meilleurs effets visuels
- Alan Maley, Eustace Lycett et Danny Lee pour L'Apprentie sorcière
  - Jim Danforth (en) et Roger Dicken pour Quand les dinosaures dominaient le monde (When Dinosaurs Ruled the Earth) de Val Guest

### Meilleur documentaire
- Des insectes et des hommes (The Hellstrom Chronicles) de Walon Green
  - Alaska Wilderness Lake de Alan Landsburg (en)
  - Le Chagrin et la Pitié de Marcel Ophüls
  - On Any Sunday de Bruce Brown (en)
  - Ra de Lennart Ehrenborg et Thor Heyerdahl

### Meilleur court métrage (prises de vues réelles)
- Les Sentinelles du silence (Centinelas del silencio), produit par Manuel Arango et Robert Arnram (Mexique)
  - Good Morning, produit par Denny Evans et Ken Greenwald
  - The Rehearsal, produit par Stephen Verona

### Meilleur court métrage (documentaire)
- Les Sentinelles du silence (Centinelas del silencio), produit par Manuel Arango et Robert Arnram (Mexique)
  - Adventures in Perception, produit par Han Van Gelder
  - Art Is…, produit par Julian Krainin et DeWitt Sage
  - The Numbers Start with the River, produit par Donald Wrye (en)
  - Somebody Waiting, produit par Hal Riney (en), Dick Snider (en) et Woody Omens

### Meilleur court métrage (animation)
- The Crunch Bird, produit par Ted Petok
  - Evolution (en), produit par Michael Mills (en)
  - The Selfish Giant (en), produit par Peter Sander et Murray Shostak

## Oscars spéciaux

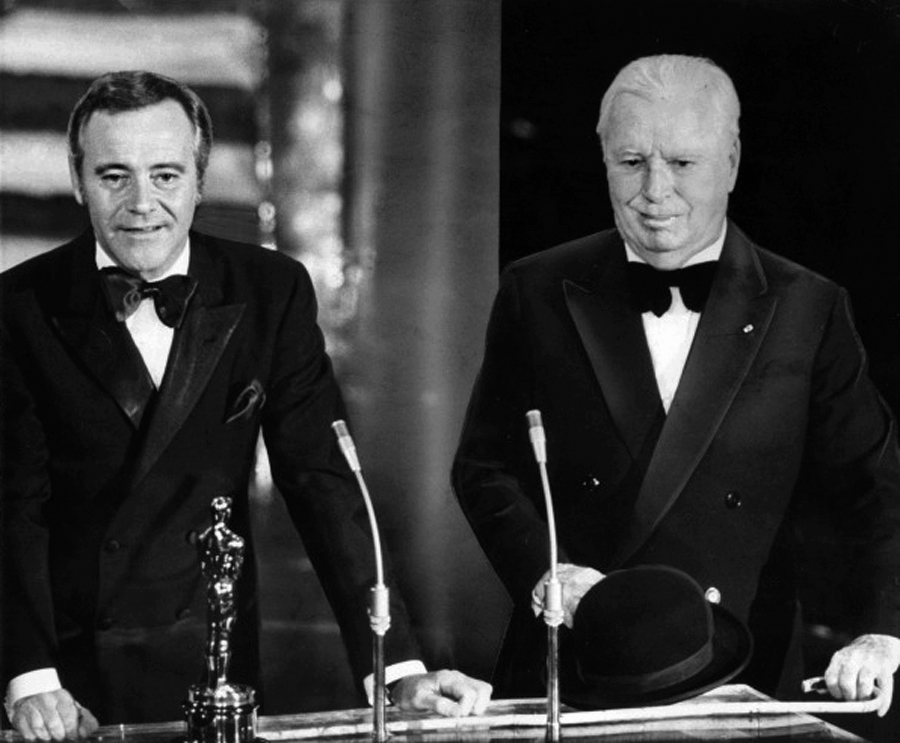
Charlie Chaplin (à droite) aux côtés de Jack Lemmon pour la remise de son Oscar d'honneur.

### Oscars d'honneur
- Charlie Chaplin, « pour l'effet incalculable qu’il a eu en faisant des films de cinéma la forme d'art de ce siècle » (« for the incalculable effect he has had in making motion pictures the art form of this century. »)[1]

## Oscars scientifiques et techniques

### Oscars scientifiques et d'ingénierie
- John N. Wilkinson (Optical Radiation Corp.) pour la mise au point d’un arc luminaire au xénon pour la projection de film

### Oscars pour une contribution technique
- Cinema Products Co. pour un système de contrôle de la vitesse du zoom dans les caméras
- Photo Research Division of Kollmorgen Corp. pour la mise au point de la pellicule Three Color Meter
- Producers Service Corp., Consolidated Film Industries, Cinema Research Corp. et Research Products, Inc. pour la mise au point d’un système de peinture de pellicule automatique
- Robert D. Auguste et Cinema Products Co. pour la mise au point d’un cristal de contrôle de lumière pour les caméras 35 mm Arriflex
- Thomas Jefferson Hutchinson, James R. Rochester et Fenton Hamilton pour la mise au point du système Sunbrute à arc luminaire de zénon, pour la projection de film

## Statistiques

### Nominations multiples
- 8 : French Connection, Un violon sur le toit, La Dernière Séance
- 6 : Nicolas et Alexandra, Marie Stuart, Reine d'Écosse, L'Apprentie sorcière
- 5 : Kotch
- 4 : Orange mécanique, Un dimanche comme les autres, Un été 42
- 3 : L'Hôpital
- 2 : Klute, Tchaïkovski, Le Jardin des Finzi-Contini, Le Mystère Andromède, Le Clan des irréductibles, Les Nuits rouges de Harlem, Les Sentinelles du silence

### Récompenses multiples
- 5 / 8 : French Connection
- 3 / 8 : Un violon sur le toit
- 2 / 8 : La Dernière Séance
- 2 / 6 : Nicolas et Alexandra

### Les grands perdants
- 1 / 6 : L'Apprentie sorcière
- 1 / 4 : Un été 42
- 1 / 3 : L'Hôpital
- 1 / 2 : Klute
- 1 / 2 : Le Jardin des Finzi-Contini
- 1 / 2 : Les Nuits rouges de Harlem
- 1 / 2 : Les Sentinelles du silence
- 0 / 6 : Marie Stuart, Reine d'Écosse
- 0 / 5 : Kotch
- 0 / 4 : Orange mécanique
- 0 / 4 : Un dimanche comme les autres